# Mỡ động vật

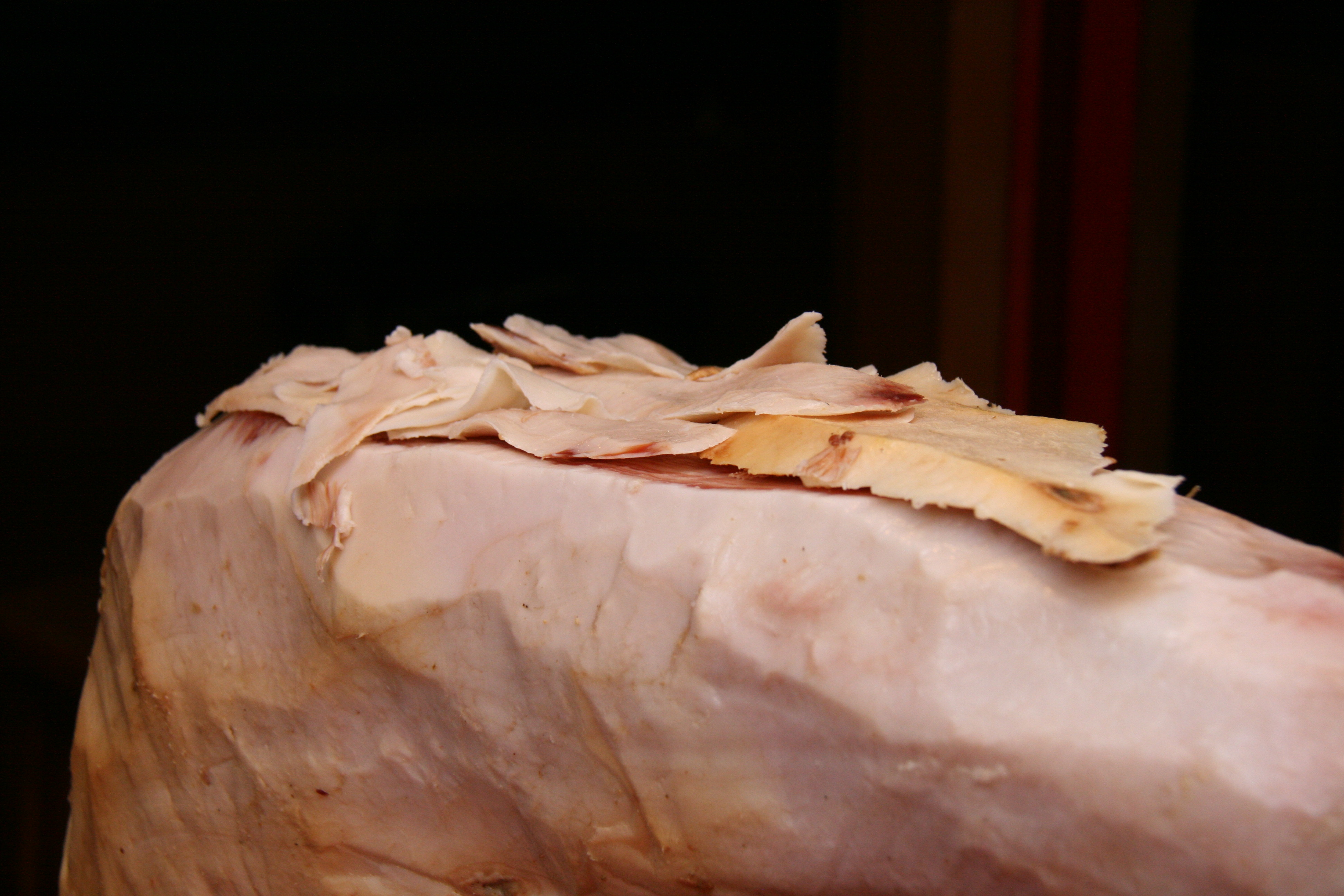
Một sản phẩm mỡ động vật, mỡ lợn

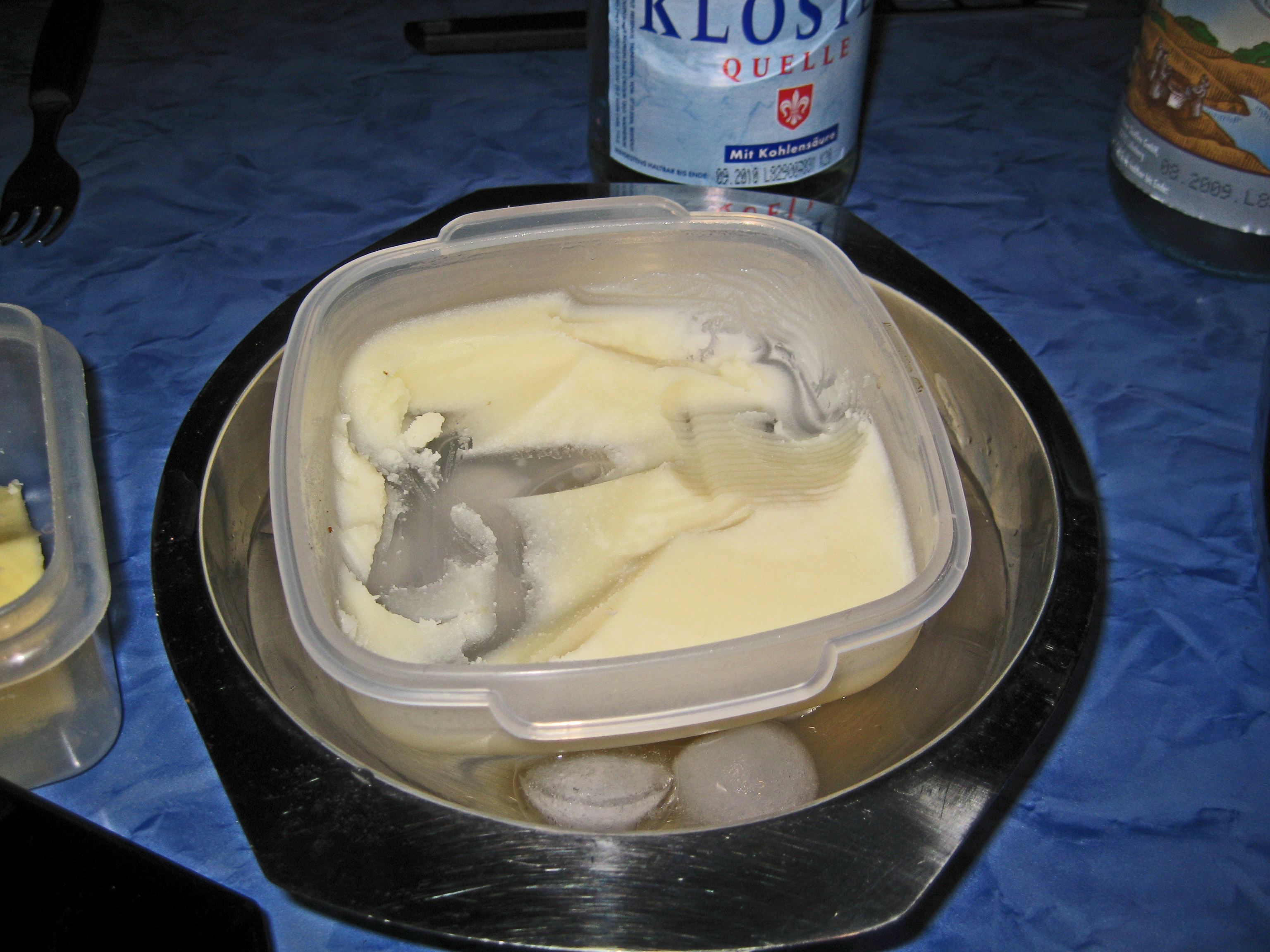
Một sản phẩm mỡ ngỗng

Mỡ động vật (Animal fat) hay gọi chung là dầu mỡ từ động vật là chất béo (lipid) kết xuất được có nguồn gốc từ động vật, gọi là tinh dầu động vật nếu là chất lỏng ở nhiệt độ thường, và mỡ động vật khi chất béo ở thể rắn. Về mặt hóa học, cả chất béo và tinh dầu đều được cấu tạo từ chất béo trung tính, mỡ động vật ở thể đông đặc ở nhiệt độ bình thường. Mặc dù nhiều bộ phận và chất tiết của động vật có thể tạo ra dầu mỡ, nhưng trong thực tế ngành sản xuất mỡ thương mại, dầu mỡ động vật được chiết xuất chủ yếu từ mô mỡ của động vật, thường là những động vật chăn nuôi như lợn, gà và bò. Các sản phẩm từ sữa tạo ra chất béo động vật và các sản phẩm dầu như bơ thì không xem là mỡ động vật.

## Đặc điểm
Mỡ động vật thành phần chính bao gồm các acid béo- là những hợp chất hữu cơ bao gồm carbon, hydro và oxy, không tan trong nước mà chỉ tan trong các dung môi hữu cơ như ether, benzen, mỡ động vật thì chứa khá nhiều axit béo no (bão hòa), cùng chứa nhiều vitamin A, D, chúng lại có khả năng tái tạo cholesterol trong máu (ngoại trừ mỡ cá thu, cá hồi và cá trích). Một số chất béo của động vật chẳng hạn như mỡ ngỗng, có điểm khói cao hơn các loại mỡ động vật khác nhưng vẫn thấp hơn nhiều loại dầu thực vật như dầu ô liu hoặc bơ, mỡ động vật khó hấp thu hơn dầu thực vật. 

## Sử dụng

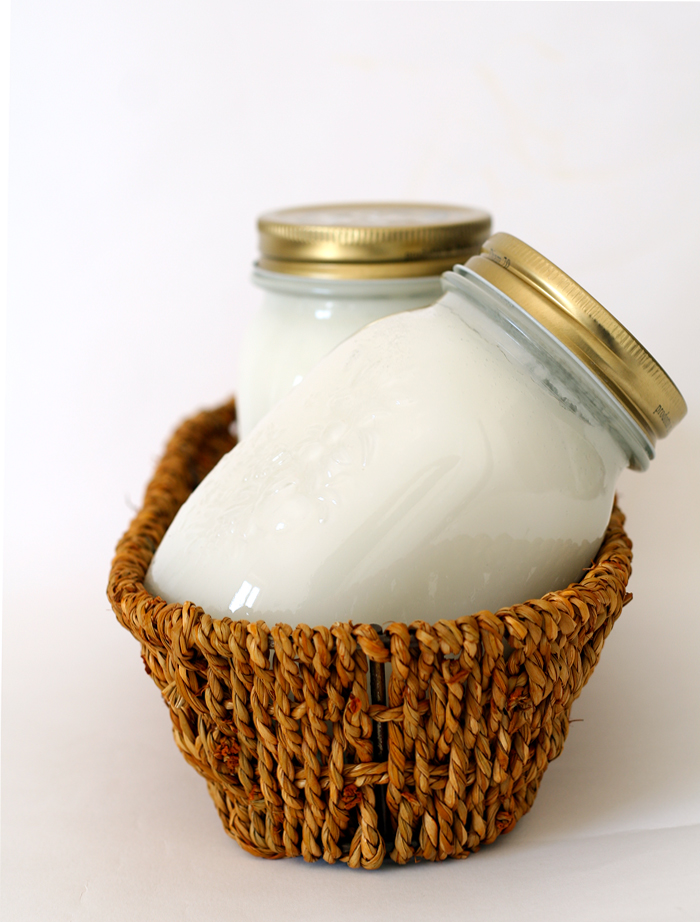
Muối Shortening

Mỡ động vật thường được tiêu thụ rộng rãi như một phần của chế độ ăn phương Tây ở dạng bán rắn của chúng như sữa, bơ, mỡ lợn, mỡ gia cầm (schmaltz) và dạng nhỏ giọt hoặc phổ biến hơn là chất độn trong các sản phẩm thịt, thức ăn cho vật nuôi và thức ăn nhanh, các loại dầu mỡ động vật phổ biến có thể kể đến như mỡ lợn, mỡ bò, mỡ cừu, mỡ gà, mỡ ngỗng, dầu nhuyễn thể, dầu hào (từ con hàu), dầu cá như dầu gan cá thu, dầu gan cá hồi. Nhiều chất béo và tinh dầu mỡ động vật được tiêu thụ trực tiếp hoặc gián tiếp như một thành phần trong các loại thực phẩm, cũng như việc chế biến, nấu nướng. Các loại dầu mỡ động phục vụ thường dùng để:
- Mỡ động vật, kể cả dầu động được sử dụng trong các công thức nấu nướng như chiên, xào, rán tạo hương vị thơm ngon
- Làm muối Shortening: Tạo ra một dạng kết cấu vụn, mịn như muối nhưng có vị ngọt mặt, béo, thường ăn kèm với mì tôm
- Tăng độ kết cấu của nguyên liệu vì khi chiên, rán, mỡ động có thể giúp các thành phần khác ít dính vào nhau thành từng khối hơn, chúng tạo độ rời của từng miếng thức ăn khi chiên rán.
- Tăng cái hương vị lên do đó, một số loại dầu mỡ động có thể được chọn để nêm vào để tạo ra hương vị đặc biệt, hoặc đánh thức các hương vị của nguyên liệu ví dụ như dầu hào.
- Tăng hương vị tự nhiên của nguyên liệu- dầu mỡ động vật cũng có thể "hàm chứa" hương vị của các thành phần khác, vì nhiều hương liệu có trong các hóa chất hòa tan trong dầu.
- Mỡ động vật có thể được làm nóng và dùng để nấu thức ăn. Dầu mỡ động vật thích hợp cho việc này này phải có Điểm bắt lửa cao.

## Giá trị
Mỡ động vật, cụ thể là mỡ lợn là thực phẩm giàu chất dinh dưỡng, cung cấp nhiều năng lượng cho cơ thể, chứa các loại như axit béo bão hòa, protein, vitamin A, D, đặc biệt là cholesterol cần thiết cho cấu trúc tế bào, tốt cho tế bào thần kinh. Do vậy, việc sử dụng ở mức độ vừa phải, hợp lý sẽ có tác dụng làm bền vững các mao mạch máu, bảo vệ hệ tuần hoàn của cơ thể, dự phòng xuất huyết não, mỡ động vật cũng giúp cung cấp cholesterol tốt (HDL), đặc biệt là tế bào thần kinh, giúp làm bền thành mao mạch, phòng ngừa tốt tình trạng xuất huyết não, đột quỵ, nếu sử dụng quá nhiều mỡ động vật chúng có thể làm tăng nhiều cholesterol xấu (LDL) trong máu dẫn đến một số bệnh như xơ vữa động mạch, tiểu đường, cao huyết áp, béo phì.
Mỡ động vật (đặc biệt là mỡ gan cá) có nhiều vitamin A, D và acid arachidonic cũng cần thiết với trẻ vì là chất cấu tạo màng tế bào, thành phần của hormone sinh dục, tuyến thượng thận, là tiền chất để da tổng hợp vitamin D dưới tác dụng của ánh nắng mặt trời, rồi thì, mỡ các loại cá béo như cá hồi, cá ngừ, cá trích, cá thu hoặc dầu chiết xuất từ mỡ của những loại cá này cũng có chứa rất nhiều chất béo không bão hòa có lợi cho sức khỏe trẻ em, trong giai đoạn bào thai và 3 năm đầu đời, có vai trò xây dựng và phát triển não bộ của trẻ trong giai đoạn này. Nếu không sử dụng mỡ động vật thì cơ thể sẽ bị mất cân đối về dinh dưỡng. Do dầu thực vật không thể cấu tạo nên vỏ thần kinh được. Bao myeline cấu tạo nên các tế bào thần kinh, cũng như vỏ bọc của dây thần kinh. Nếu thiếu vỏ thần kinh thì không chỉ hệ thần kinh bị ảnh hưởng mà ngay cả thị giác cũng sẽ gặp vấn đề.